# 緋花玉
緋花玉（學名：Gymnocalycium baldianum），是一種易開花的仙人掌，是裸萼球屬（Gymnocalycium）下的一種。它們原產於南美洲安地斯山東部，阿根廷卡塔馬卡省。
緋花玉很容易開花 ，在園藝界被大量種植。

## 生態
原產於安地斯山東坡的沙漠或草原，喜愛陽光 ，但夏天的強烈直曬陽光會曬傷球體。緋花玉非常容易開花 ，號稱仙人掌界的開花機器 ，多曬太陽會一直開花，花朵一朵接著一朵開花，花期從4、5月連續不斷至10、11月長達半年以上，4−6月為盛花期,7月之後開花漸少, 單花的花期約3−4天，下午約14:00～16:30開花 ，花色粉紅或紅色。緋花玉為異花授粉，開花第2、3天授粉最佳, 授粉成功後約4週果莢會裂開，螞蟻會取食果肉，種子數約20−400餘顆不等。
春夏秋三季是開花期, 冬春兩季則是母球增大與產生仔球的季節。

## 繁殖
緋花玉繁殖與一般的仙人掌相同，可用種子播種、嫁接、扦插仔球來繁殖。
播種以剛採收的種子發芽率最佳, 存放越久發芽率會降低, 播種1−2週會陸續發芽,但某些植株的種子會延遲發芽。
冬季會開始長生出仔球,待仔球增大後可取下扦插。

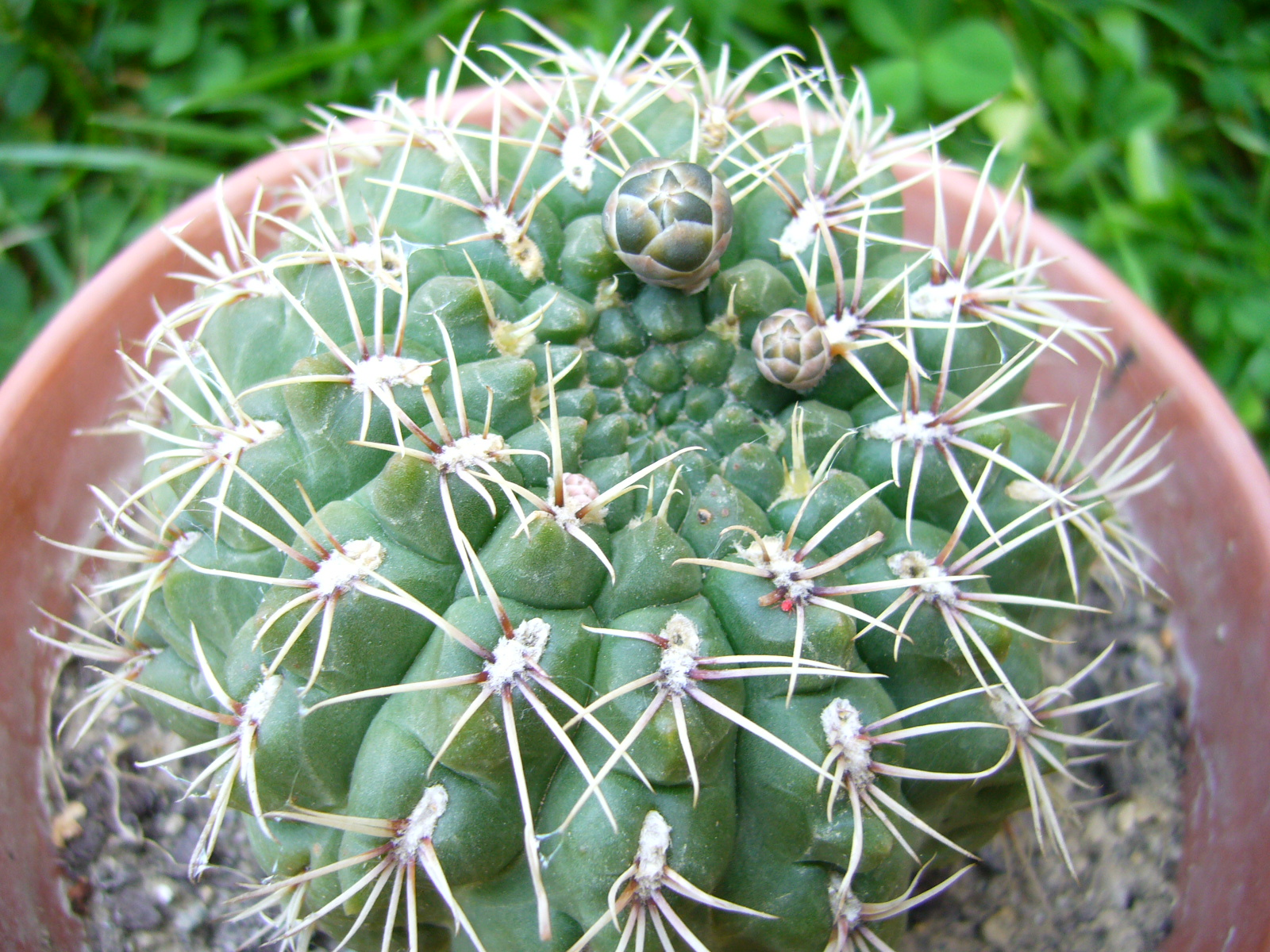
有花苞
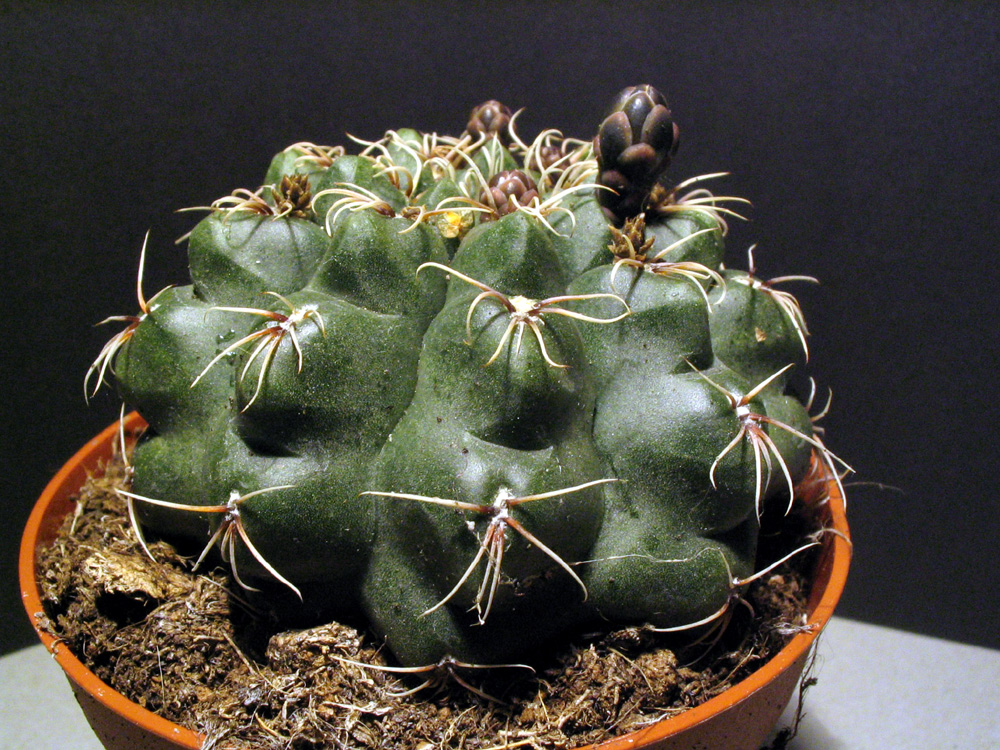
有花苞
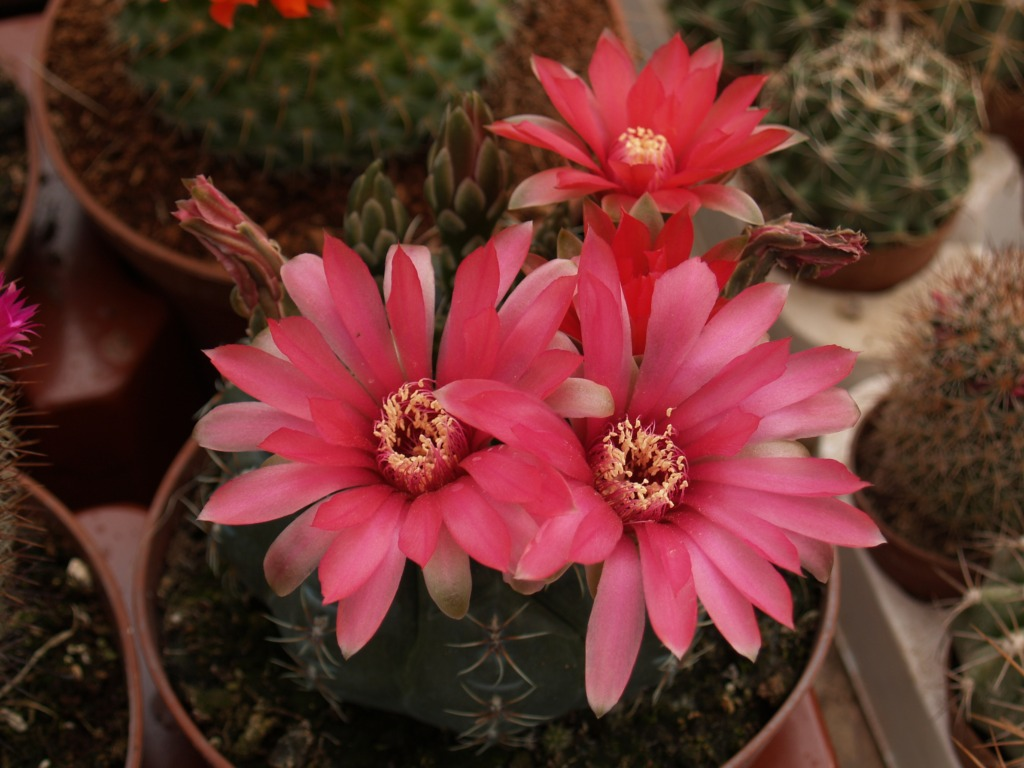
紅色花朵
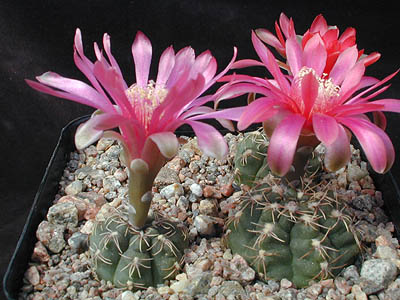
粉紅色花朵
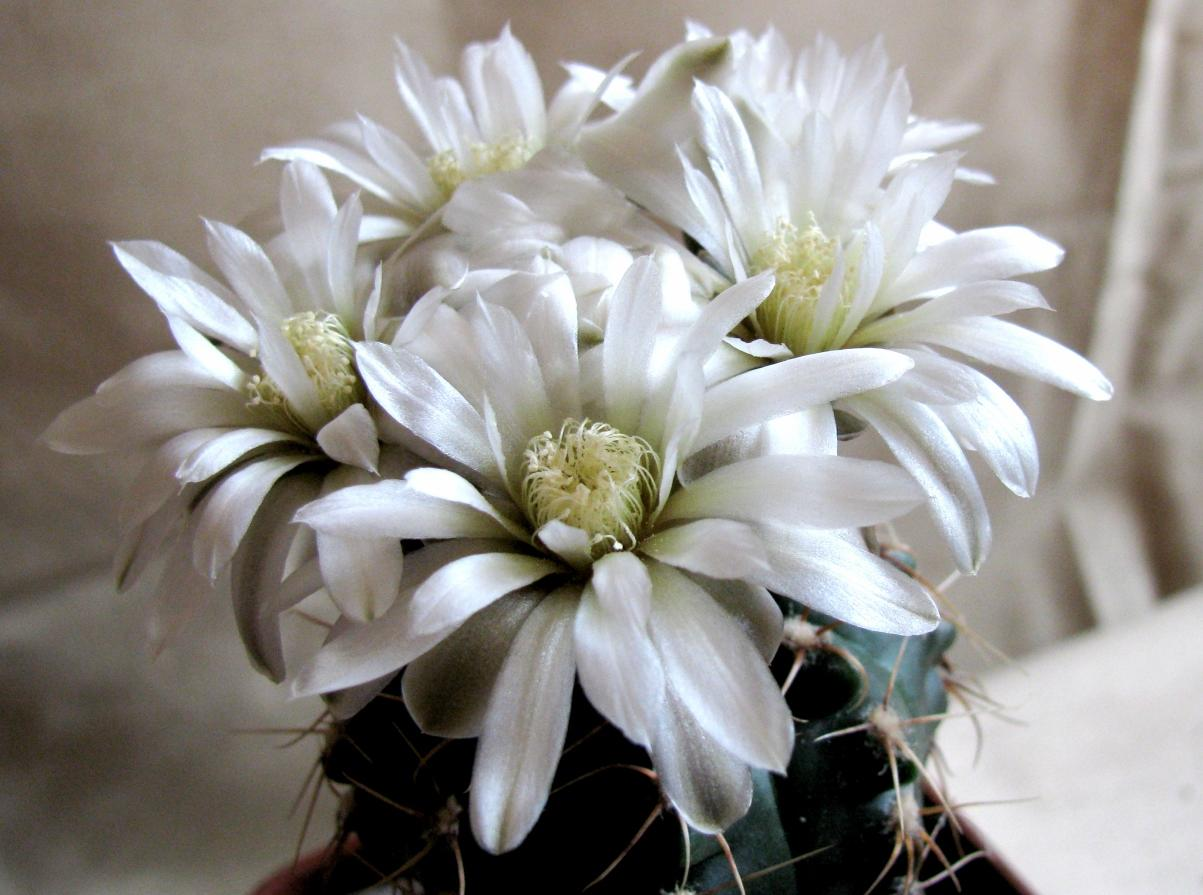
白色花朵
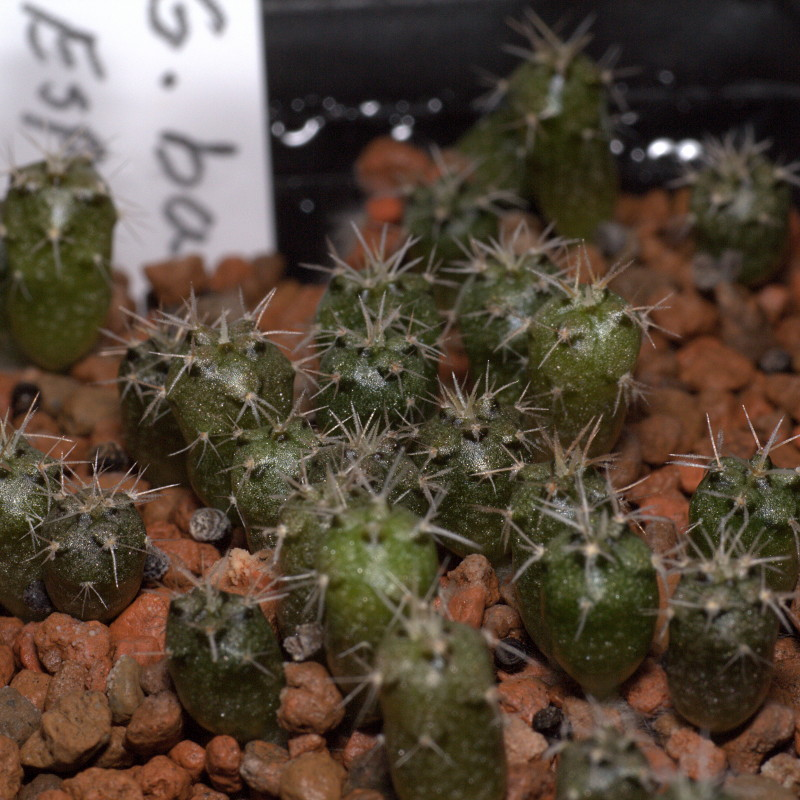
小苗